# Diocesi di Leptimino

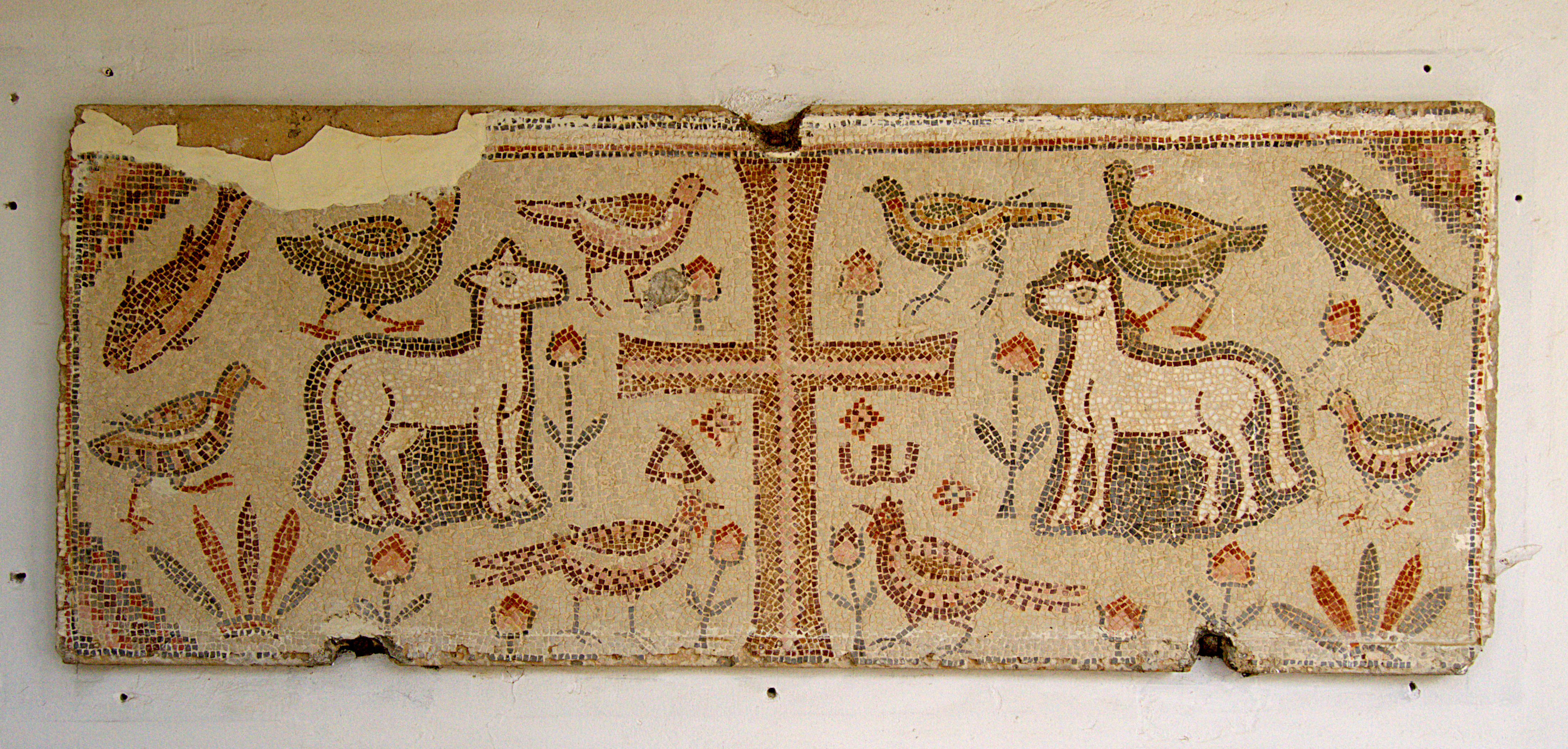
Mosaico cristiano conservato nel museo archeologico di Lamta.

La diocesi di Leptimino (in latino Dioecesis Leptiminensis) è una sede soppressa e sede titolare della Chiesa cattolica.

## Storia
Leptimino (chiamata anche Leptis Minor), corrispondente alla città di Lamta nell'odierna Tunisia, è un'antica sede episcopale della provincia romana di Bizacena.
Cinque sono i vescovi documentati di Leptimino. Demetrio intervenne al concilio di Cartagine convocato il 1º settembre 256 da san Cipriano per discutere della questione relativa alla validità del battesimo amministrato dagli eretici, e figura al 36º posto nelle Sententiae episcoporum.
Alla conferenza di Cartagine del 411, che vide riuniti assieme i vescovi cattolici e donatisti dell'Africa romana, presero parte il cattolico Romano e il donatista Vittorino. Romano è probabilmente da identificare con l'omonimo vescovo che fu presente al concilio della Bizacena celebrato il 24 febbraio 418, noto come "concilio telense". Vittorino invece potrebbe essere identificato con l'omonimo vescovo destinatario, assieme ad altri prelati, di una lettera di Aurelio di Cartagine del 1º agosto 419; ciò vorrebbe dire che, dopo la conferenza del 411, Vittorino sarebbe ritornato alla fede cattolica.
Fortunaziano figura al 36º posto nella lista dei vescovi della Bizacena convocati a Cartagine dal re vandalo Unerico nel 484; Fortunaziano, come tutti gli altri vescovi cattolici africani, fu condannato all'esilio.
L'ultimo vescovo noto è Crescentino, che sottoscrisse la lettera sinodale dei vescovi della Bizacena riuniti in concilio nel 646 per condannare il monotelismo e indirizzata all'imperatore Costante II.
Dal 1933 Leptimino è annoverata tra le sedi vescovili titolari della Chiesa cattolica; dal 12 aprile 2022 il vescovo titolare è John Bogna Bakeni, vescovo ausiliare di Maiduguri.

## Cronotassi

### Vescovi
- Demetrio † (menzionato nel 256)
- Romano † (prima del 411 -dopo il 418 ?)
- Vittorino † (prima del 411 -dopo il 419 ?)
- Fortunaziano † (menzionato nel 484)
- Crescentino † (menzionato nel 646)

### Vescovi titolari
- Heinrich Rüth, C.S.Sp. † (21 giugno 1966 - 26 maggio 1978 dimesso)
- Leonard James Wall † (3 maggio 1979 - 25 febbraio 1992 nominato arcivescovo di Winnipeg)
- Brigido Agalpas Galasgas † (6 luglio 1992 - 15 maggio 1995 deceduto)
- Jesús Alfonso Guerrero Contreras, O.F.M.Cap. (6 dicembre 1995 - 9 aprile 2011 nominato vescovo di Machiques)
- José Lampra Cà (13 maggio 2011 - 10 dicembre 2021 nominato vescovo di Bissau)
- John Bogna Bakeni, dal 12 aprile 2022